# 覚醒剤取締法
覚醒剤取締法（かくせいざいとりしまりほう、昭和26年法律第252号）は、覚醒剤の濫用による保健衛生上の危害を防止するため、現物およびその原料の輸入、輸出、所持、製造、譲渡、譲受および使用に関して必要な取締りを行うことに関する日本の法律である（第1条）。
この法律で「覚醒剤」とは、(1)フエニルアミノプロパン、フエニルメチルアミノプロパンおよび各その塩類 (2)前号に掲げる物と同種の覚醒作用を有する物であって政令で指定するもの (3)前二号に掲げる物のいずれかを含有する物である（第2条）。

## 経緯
大東亜戦争（太平洋戦争・第二次世界大戦）終結後の日本では、1950年代初頭に、戦時中に工場の能率を高めるなどに用いられていたアンフェタミン類が大量に市場に放出され、店頭でも買えた（薬物を買えるだけの金銭と判子を持っていけば普通の薬局で買えた）ため、注射剤を含めたメタンフェタミンの乱用が流行。特に大日本製薬（現・住友ファーマ）の商標名『ヒロポン』が広く浸透、21世紀の現代に至るまで受け継がれ、ヒロポンは違法薬物全体を指す暗語となり、また派生して薬物中毒者を指す『ポン中』という言葉が生まれるほど独り歩きする事態になった。
これを規制する目的で1951年（昭和26年）に、覚醒剤の所持や流通を規制し、医療と研究における使用を制限するために制定された。医療の実用性があるが、依存の危険性もあるということで麻薬取締規則に倣ったわけである。これは、覚醒剤類を国際的に規制した国際条約である1971年の向精神薬に関する条約に先行している。

## 構成
- 第1章 総則（第1条・第2条）
- 第2章 指定及び届出（第3条 - 第12条）
- 第3章 禁止及び制限（第13条 - 第20条の2）
- 第4章 取扱い（第21条 - 第27条）
- 第5章 業務に関する記録及び報告（第28条 - 第30条）
- 第5章の2 覚醒剤原料に関する指定及び届出、制限及び禁止並びに取扱い（第30条の2 - 第30条の17）
- 第6章 監督（第31条 - 第34条）
- 第7章 雑則（第34条の2 - 第40条の4）
- 第8章 罰則（第41条 - 第44条）
- 附則

## 刑罰
- 覚醒剤の輸入・輸出・製造 - 1年以上の有期拘禁刑（41条1項）
- 営利目的での上記行為 - 無期又は3年以上の拘禁刑、情状により1000万円以下の罰金併科（41条2項）
- 覚醒剤の所持・譲渡し・譲受け - 10年以下の拘禁刑（41条の2第1項）
- 営利目的での上記行為 - 1年以上の有期拘禁刑、情状により500万円以下の罰金併科（41条の2第2項）
- 覚醒剤の使用 - 10年以下の拘禁刑（41条の3第1項1号、19条）
- 覚醒剤原料の輸入・輸出・製造 - 10年以下の拘禁刑（41条の3第1項3号および4号、30条の6、30条の8）
- 営利目的での上記行為 - 1年以上の有期拘禁刑、情状により500万円以下の罰金併科（41条の3第2項）
- 覚醒剤原料の所持・譲渡し・譲受け・使用 - 7年以下の拘禁刑（41条の4第1項3号ないし5号、30条の7、30条の9、30条の11）

なお、これらの罪に係る覚醒剤又は覚醒剤原料で、犯人が所有し、又は所持するものは、原則として没収しなければならない（41条の8第1項本文）。

## 「覚醒剤」の表記
この法律の制定当時は、内閣の法制執務の方針として、当用漢字表外の字（本件の場合は「醒」）を法令の題名や条文中で用いる際は用いず、その読みの平仮名（「せい」）で表記するとともに、その右横（縦書き）に一文字に一つ傍点「ヽ」を付する取扱いであり、この法律における「覚せい剤」も傍点が付された形で制定され、公布された。
もっとも、その後、内閣は傍点方式をやめたため、これ以降に制定された法令においては、この法律の一部改正部分も含め、傍点が省かれて単に「せい」と表記された。そのため、一つの法律の中に傍点の付く「覚せい剤」とそうでない「覚せい剤」が混在していた。
その後、「醒」の文字は、2010年（平成22年）の常用漢字表の改定において常用漢字となり、そのため、法令においても原則として「覚醒剤」との表記が使用されることになった。もっとも、かかる変更は固有名詞の表記に及ぶものではないため、法令などにおいて引用する場合には、引き続き「覚せい剤取締法」との表記が維持された。同法に規定されていた「覚せい剤」に言及する場合の表記については、「覚醒剤」と表記するケースと、引き続き「覚せい剤」と表記するケースがあり、統一されていなかった。
2019年（令和元年）12月4日、自己の疾病の治療の目的で、厚生労働大臣の許可を受けて医薬品である覚醒剤原料を携帯して輸出入することができるようにすることなどを趣旨とする、覚せい剤取締法の一部改正を定めた「医薬品、医療機器等の品質、有効性及び安全性の確保等に関する法律等の一部を改正する法律」（令和元年法律第63号）が公布された。同法第4条で覚せい剤取締法の題名が「覚醒剤取締法」に改められたほか、附則で様々な法律の条文に混在していた傍点の付く「覚せい剤」とそうでない「覚せい剤」も、「覚醒剤」に改められた。同法は、2020年（令和2年）4月1日付で施行された。

## 法律の題名の英訳について
国連薬物犯罪事務所（UNODC）の外国の著者による論文においては、Awakening Drug Control Lawとして知られる。厚生労働省の同UNODCにおける論文においては、Amphetamines Control Lawである。法務省刑事局の『法律用語対訳集』においてはStimulant Control Lawである。また、日本法令外国語訳データベースシステムでは、Stimulants Control Actとされる。